# Promised Love -THE ALFEE BALLAD SELECTION-
『Promised Love -THE ALFEE BALLAD SELECTION』（プロミスド・ラヴ - ジ・アルフィー バラッド・セレクション-）は、1992年12月16日に発売されたTHE ALFEEの12枚目のベスト・アルバム。

## 概要
タイトル通り、主にバラード曲を中心に構成されたベスト・アルバム。ベスト・アルバムではあるが、既存音源使用は4曲のみ。残りはアレンジを加えた8曲の新録ヴァージョン、セルフカヴァー、新曲が収録された。

## 収録曲
全曲作詞作曲：高見沢俊彦、編曲：THE ALFEE(特記以外)
1. 確かに For Your Love (new take)
2. Promised Love
3. 恋人達のペイヴメント (new take)
ストリングス・アレンジ：青木望
4. Loving You
5. My Sweet Home Town
1988年明石家さんまに提供した楽曲のセルフ・カヴァー。
6. NOBODY KNOWS ME (new take)
7. 心の鍵 (new take)

アルバム『THE BEST SONGS』では1コーラス半であったが、歌詞が追加・改作され冬の曲に変わっている。坂崎がアコースティック・ギターではなくフルアコースティックのエレキギターを使用した。ジャズ風のアレンジが施されている。
8. Wind Tune (new take)
編曲：THE ALFEE with 武部聡志
9. 泣かないでMY LOVE (new take)
10. 風よ教えて (new take)
11. 1月の雨を忘れない
12. Musician (new take)
アルバム『讃集詩』発表ヴァージョンと違い歌詞が追加、アレンジが大幅に変わっている。
13. いつも君がいた
編曲：THE ALFEE with 佐藤準
14. Promised Night
本作が発売された1992年夏開催の野外ライヴ「JUST LIVE!〜Promised Night」のため書き下ろされた新曲